# Enrico Bonessa
Enrico Bonessa (Cefalù, 27 maggio 1891 – Roma, 19 maggio 1983) è stato un generale e ingegnere italiano.

## Biografia
Discendente d'una famiglia monferrina di antiche tradizioni militari, nacque nel 1891 a Cefalù da Alessandro Bonessa, tenente generale torinese, che allora comandava il locale distretto militare, e dalla nobile cividalese Amalia de Pollis. Diplomatosi al liceo a Firenze, frequentò brillantemente la regia accademia di Torino per uscirne nel 1913 come ufficiale di artiglieria. Sin dal 24 maggio 1915 partecipò alla prima guerra mondiale in batterie d'artiglieria Campale Pesante. Venne pluridecorato al valor militare e al merito di guerra ed ebbe vari encomi tra cui una menzione d'onore su uno dei bollettini del comando supremo.
Nel 1921 si laureò in ingegneria industriale meccanica presso il regio politecnico di Torino, diplomandovisi costruttore aeronauta nel 1923: nello stesso anno fu ammesso al Genio della nascente Regia Aeronautica, venendo assegnato alla sezione aerodinamica e idrodinamica di Roma. Quindi fu inviato come ufficiale di sorveglianza tecnica presso la Fiat di Torino potendo così vivere il periodo più interessante e istruttivo nei riguardi della tecnica motoristica. Nel frattempo ebbe la carica di vicedirettore delle Costruzioni aeronautiche di Torino, di cui in seguito ne sarebbe diventato direttore.
Nel 1935, allo scoppio della guerra d'Etiopia, ebbe come destinazione l'Asmara con la carica di direttore dell'ufficio tecnico dell'Aeronautica dell'Africa Orientale Italiana, dal quale dipendeva l'efficienza e l'organizzazione a terra dell'intera aviazione impiegata nel conflitto. Il servizio da lui svolto gli valse la promozione per  merito straordinario a colonnello e altre decorazioni al merito di guerra: al rientro in Italia operò anche come consulente tecnico-militare per il Regno di Romania nel 1937.
Nel novembre 1937 l'Italia aderiva al Patto Anticomintern, sancendo così l'amicizia con la Germania e il Giappone: il mese successivo gli venne assegnato il comando di una missione militare che consisteva nell'addestramento dei piloti nipponici all'uso dei bombardieri Fiat B.R.20 di cui il Giappone, impegnato in guerra contro la Cina, aveva acquistato un lotto di 72 velivoli . Si sarebbe trattato della principale esportazione di aerei da guerra mai effettuata dall'Italia nonché del primo e concreto rapporto commerciale e militare fra le due potenze. Gli addestramenti durarono circa tre mesi e si svolsero con successo nell'Impero fantoccio del Manchukuo, malgrado le dure condizioni climatiche locali.
Trasferiti a Tokyo, gli italiani iniziarono la seconda fase della missione ch'ebbe un risvolto di natura conoscitiva e commerciale presso enti militari e civili. Nel frattempo giungeva dall'Italia un'importante Missione economica, inviata dal governo italiano per consolidare i rapporti economici col Giappone e nella quale Bonessa fu nominato consigliere dal Consorzio italiano esportazioni aeronautiche come rappresentante dell'intera industria aeronautica nazionale. Conclusasi la missione dopo un paio di mesi, Bonessa rimase a Tokyo continuando il suo incarico che portò ad ulteriori ordinativi. Seguì una sua corposa e dettagliata relazione, unica testimonianza occidentale dell'epoca sull'aeronautica giapponese.
Rientrato in Patria, divenne Direttore delle Costruzioni Aeronautiche di Milano. Nel 1941, nominato generale, fu nel Regno di Ungheria e successivamente in quello di Croazia per la collaborazione tecnico-militare coi due neo-alleati dell'Italia ai quali quest'ultima fornì velivoli da guerra. Nel 1943, mentre era a capo della Direzione Armi e munizioni, non aderì alla Repubblica Sociale Italiana onorando il giuramento alla Corona sabauda.
Terminato il conflitto, egli assurse, col grado esclusivo di Generale Ispettore e la dignità di "eccellenza", alla massima carica del Genio Aeronautico, mantenendola più a lungo di chiunque altro ossia dal 1948 al 1956. Ciò avveniva negli anni in cui l'Italia si inseriva pienamente nella NATO e l'Aeronautica soffriva delle pesanti conseguenze della sconfitta italiana e della nuova politica repubblicana, situazione da lui evidenziata in un importante articolo apparso nel 1953 sulla Rivista di Politica Economica edita da Confindustria.
In quello stesso periodo ebbe varie cariche tecnico-scientifiche: fu per vari lustri membro del Consiglio superiore dei lavori pubblici; fece parte della commissione collaudatrice dell'aeroporto di Fiumicino e di quella per l'Aeroporto di Genova-Sestri; presiedette il comitato che diede alla luce il corposo volume Terminologia Aeronautica edito nel 1964; fu membro del Comitato nazionale per l'ingegneria del CNR; fu consigliere d'amministrazione dell'Associazione italiana di aerotecnica e del Registro aeronautico italiano.
Morì a Roma nel 1983 e la sua salma riposa a Cividale del Friuli. Alla sua memoria è intitolata una via nella località di Medeuzza, in Friuli, ove amava ritirarsi nell'avita campagna materna.